# Gilmonby
Gilmonby est un village situé dans le comté de Durham, en Angleterre.